# 拉雅里
拉雅里（法語：La Jarrie，法語發音：[la ʒaʁi]）是法国滨海夏朗德省的一个市镇，位于该省北部，属于拉罗谢尔区。

## 地理
拉雅里（46°7'43"N, 1°0'35"W）面积9.45 平方千米，位于法国新阿基坦大区滨海夏朗德省，该省份为法国西部滨海省份，北起旺代省，西临大西洋，南至吉倫特省，东南接多爾多涅省，东北接德塞夫勒省接壤，东临夏朗德省。
与拉雅里接壤的市镇（或旧市镇、城区）包括：艾格尔弗耶多尼、克拉韦特、克鲁瓦沙波、拉雅尔讷、圣克里斯托夫、滨海萨勒。

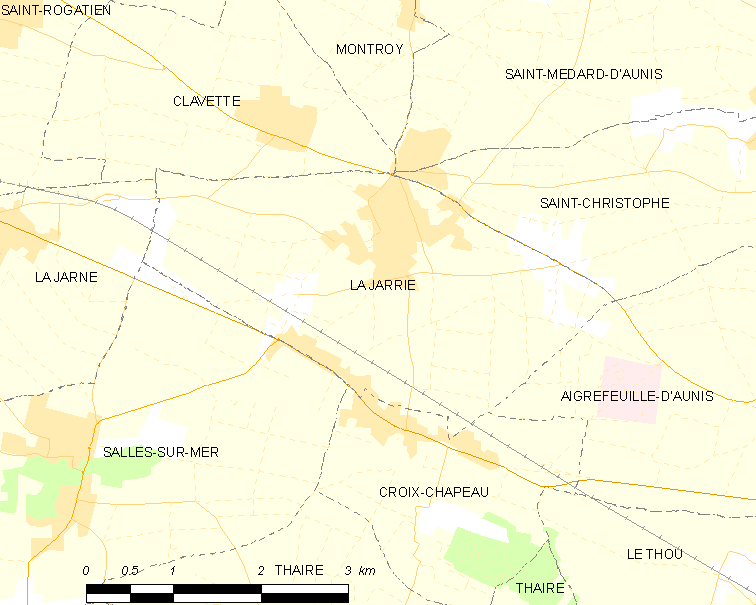
拉雅里的OSM定位图

拉雅里的时区为UTC+01:00、UTC+02:00（夏令时）。

## 行政
拉雅里的邮政编码为17220，INSEE市镇编码为17194。

## 政治
拉雅里所属的省级选区为拉雅里县。

## 人口

1962-2008年间拉雅里人口变化图示

拉雅里于2022年1月1日时的人口数量为3447人。